# Giacinta Johnson
(Giacinta Johnson)
Giacinta Johnson detta Jinx è un personaggio della serie cinematografica di James Bond.
È la Bond Girl principale del film La morte può attendere (2002) ed è interpretata dall'attrice Premio Oscar Halle Berry.
In una scena del film, imita la stessa uscita dal mare fatta da Ursula Andress quarant'anni prima in Agente 007 - Licenza di uccidere.

## Biografia
Jinx è un'agente della National Security Agency (NSA) la cui missione è quella di catturare il terrorista Zao. Incontra James Bond casualmente mentre erano nella spiaggia di Cuba e i due passano la notte insieme. La mattina seguente però Jinx si reca in un ospedale per scovare Zao senza sospettare di essere seguita da Bond (che non sa che lei è un agente americano).
In seguito Jinx rincontra nuovamente Bond durante l'inaugurazione del castello di ghiaccio di proprietà del misterioso ultramiliardario Gustav Graves, che si scoprirà essere in realtà il colonnello Moon, un contrabbandiere nordcoreano che acquista diamanti (più precisamente i conflict diamonds) in cambio di armi. Jinx viene scoperta e catturata da Zao che si rivela essere un sottoposto di Moon. Zao e il suo complice, Mr. Kill, decidono di uccidere Jinx usando i raggi laser della miniera usata per il contrabbando, ma Bond interviene in suo aiuto uccidendo Kill e liberando Jinx.
I due agenti scoprono che l'obbiettivo di Graves è quello di invadere la Corea del Sud servendosi di Icarus, un enorme satellite che può riflettere un potente raggio di calore sulla Terra. Bond e Jinx decidono di unire le loro forze per fermare la nuova minaccia, ma vengono traditi dall'agente dell'MI6 che cooperava con 007, Miranda Frost, la quale cattura Jinx e la rinchiude nel palazzo di ghiaccio, ormai prossimo alla distruzione. Bond, ostacolato da Zao che riesce infine ad uccidere dopo un frenetico inseguimento a bordo delle loro macchine, libera Jinx, salvandola ancora una volta dalla morte.
Bond e Jinx vengono inviati dai rispettivi governi in Corea del Sud, dove i due agenti affronteranno in un ultimo drammatico duello, Graves e Miranda che si trovano a bordo di un aereo che sorvola le zone distrutte da Icarus. Mentre Bond affronta e uccide Graves spingendolo nel motore dell'aereo, Jinx sfida Miranda in un duello a colpi di spada e pugnale, al termine del quale riesce ad uccidere l'agente doppiogiochista. I due agenti riescono a scappare a bordo di un elicottero prima che l'aereo esploda.
L'ultima scena vede Bond e Jinx ricoperti di diamanti su un'isola sperduta. Jinx si lamenta del fatto che Bond sia intenzionato a restituire i diamanti al governo.

## Altre apparizioni
Jinx appare nel videogioco 007 Legends (2012) durante i livelli di La morte può attendere (Missione 4). Diversamente dagli altri personaggi del gioco che hanno più o meno le stesse fattezze dei loro interpreti originali, Jinx è invece impersonata da Gabriela Montaraz.